# Anthene pyroptera
Anthene pyroptera är en fjärilsart som beskrevs av Aurivillius 1895. Anthene pyroptera ingår i släktet Anthene och familjen juvelvingar. Inga underarter finns listade i Catalogue of Life.